# بوريس ب. توكين
بوريس بتروفيتش توكين (Токин Борис Петрович؛ 21 يوليو 1900 في كريتشاو - 15 سبتمبر 1984، في لينينغراد) كان عالم أحياء روسيًا معروفًا بصياغة مصطلح المبيدات النباتية، وتعزيز وتنظيم استخدامها. كما أنه كرئيس لجمعية علماء الأحياء المادية كتب مقالات تدمج أعمال تشارلز داروين مع ماركس وإنجلز.